# Technická chyba (povídka)
Technická chyba (anglicky „Technical Error“, nebo též pod názvem „The Reversed Man“) je vědeckofantastická povídka britského spisovatele Arthura C. Clarka z roku 1946.
Česky vyšla povídka ve sbírce Směr času (Polaris, 2002) v překladu Jitky Skoupé.

## Námět
Během kontroly nového výkonného generátoru v elektrárně se přihodí nehoda. Obrovské přetížení způsobí mohutný nápor energie, jenž zasáhne technika Richarda Nelsona. Navzdory předpokladům je Nelson nalezen naživu, utrpěl na první pohled pouze šok. Posléze se zjistí podivná souvislost, Richard dokáže plynule číst jen v zrcadle a i jeho tělo má změněnu orientaci v prostoru - vždy býval pravák a nyní je podle měřítka ostatních lidí levák. Co se vlastně událo během obrovského výronu energie?

## Postavy
- dr. Ralph Hughes – hlavní fyzik elektrárenské společnosti.
- McPherson – člen správní rady.
- Murdock – hlavní technik.
- Richard Nelson – technik v elektrárně, kterého postihne neobvyklá nehoda.
- sir Robert – předseda představenstva.
- doktor Sanderson – lékař, jenž zjišťuje stav Richarda Nelsona.
- profesor Vandenburg – objevitel nové třídy vitamínů.

## Příběh
Elektrárenský technik Richard Nelson provádí kontrolu moderního generátoru, prvního na světě, jenž využívá principu supravodivosti. Vinutí statoru je ponořeno do kapalného helia. Nelson kontroluje, zda nesmírný chlad neuniká přes izolaci do rotorové části. Nachází se zrovna uprostřed šachty, když vlivem přetížení dojde ke zkratu a kontaktu s odpojeným generátorem, kterým proběhne silný impuls elektrické energie. Nelson je nalezen nehybný.
Doktor Sanderson, jenž sleduje stav pacienta zaznamená zvláštnosti v jeho osobnosti. Ačkoliv se zdá, že Nelson utrpěl pouze značný šok, je toho více. Už nedokáže normálně číst, zato to zvládne bez nejmenších obtíží v zrcadle. Stejně tak býval vždy pravák a teď je z něj levák, nejen to, i zubní plomby jsou na druhé straně chrupu. Největším překvapením jsou drobné předměty - které měl Nelson v době nehody u sebe, zápisník a mince - obojí je zrcadlově obrácené.
Sanderson tuto záhadu konzultuje s hlavním fyzikem elektrárenské společnosti Ralphem Hughesem, jenž nový generátor navrhl. Dr. Hughes má potuchu, co je příčinou převrácení technika. Ví, že je to zcela neprobádané pole fyziky a předložit jakoukoli teorii bude velmi složité. Nicméně se pustí do bádání. Za dva týdny se sejde opět s dr. Sandersonem, který jej informuje, že Nelson umírá hlady, není schopen přijímat stravu. Jeho metabolismus nedokáže zpracovat stereoizomery sacharidů, které také mají specifické rozložení atomů v prostoru.
Před správní radou Hughes vysvětluje, co se stalo. Tvrdí, že obrovským pulsem došlo krátkodobě k rozšíření dimenze o čtvrtý rozměr, což Nelsona přetočilo. Jelikož je společnost zodpovědná za své zaměstnance, předseda správní rady sir Robert schválí náročný pokus o nápravu. Dr. Hughes je pověřen přípravami.
Vše je přichystáno a Richard Nelson s obavami očekává v rotorové šachtě silný pulz energie, který jej má navrátit do normálního stavu. Když se zúčastnění podívají do šachty, čeká je obrovský šok - šachta je prázdná. Hughes se z toho zhroutí. V noci se mu zdají zmatené sny o pokřivených prostorových dimenzích. Když se vzbudí, osvítí ho záblesk poznání. Opomněl důležitou veličinu, de facto další rozměr - čas. Je reálné, že se Nelson zhmotní v šachtě později a pokud bude generátor v provozu... raději nedomýšlet následky. Chce okamžitě vydat příkaz, aby byl elektrický generátor odstaven, ať to stojí cokoliv, v sázce je příliš mnoho.
Než stačí vytočit číslo, ucítí záchvěv země. Podívá se z okna a z místa, kde stojí elektrárna se zvedá k nebi obrovský sloup trosek.
| „                                    | Není většího šoku, než ze skutečnosti, kterou naprosto nemůžete očekávat, jelikož vaše mysl se proti tomu nemá šanci dopředu obrnit. | “ |
| — Arthur C. Clarke - Technická chyba | |   |